# Саар на Сурдлимпийских играх
Саар участвовал отдельной командой в летних Сурдлимпийских играх один раз, в 1953 году, в зимних Сурдлимпийских играх не участвовали ни разу. Медалей на Играх не завоевали.
Когда после Второй мировой войны Германия была разделена на три отдельных государства — ГДР, ФРГ и Саар, то тем не менее ГДР и ФРГ выступали объединенной командой на летних Играх в период 1953—1965 и зимних Играх в период 1953—1967, а Саар выступал отдельной командой только на летних Играх 1953 года (в 1956 году Саар вошел в состав ФРГ). В период с 1969 по 1989 (в 1990 ГДР и ФРГ вновь объединились в одну страну) ГДР и ФРГ выступали отдельными командами.